# Acoustics (EP de Minus the Bear)
Acoustics es un EP acústico de Minus the Bear. Fue lanzado el 7 de octubre de 2008 por Tigre Blanco Records. Contiene una pista inédita "Guns & Ammo" y versiones acústicas de seis pistas previamente lanzadas en versiones eléctricas en los álbumes Highly Refined Pirates, Menos el Oso y Planet of Ice.

## Lista de canciones
1. "Guns & Ammo" - pista inédita
2. "We Are Not a Football Team" - Highly Refined Pirates
3. "Burying Luck" - Planet of Ice
4. "Knights" - Planet of Ice
5. "Pachuca Sunrise" - Menos el Oso
6. "Throwin' Shapes" - Planet of Ice
7. "Ice Monster" - Planet of Ice

## Personal
- Jake Snider – Voz, guitarra
- Dave Knudson – Guitarra
- Erin Tate – Batería, percusión
- Cory Murchy – Bajo
- Alex Rose – Teclados, Voz

### Producción
- Producido por Minus the Bear yMatt Bayles
- Grabado y mezclado por Matt Bayles
- Masterizado por Chris Common
- Grabaciones adicionales por Jake Snider y Alex Rose